# Polyscias rainaliorum
Polyscias rainaliorum là một loài thực vật có hoa trong Họ Cuồng cuồng. Loài này được Bernardi miêu tả khoa học đầu tiên năm 1966.